# コーヒー (奥田民生の曲)
『コーヒー』は、1995年5月21日に発売された奥田民生の4枚目のシングル。
2005年3月24日に12cmシングルとして再発された。

## 背景
- 前作「息子」から4ヶ月ぶりの発売。
- アルバム『29』より2ヶ月という早いスパンでのリリースとなった。
- 収録曲2曲ともタイアップ付きである（後述）。
- 後に度々共同作業することとなる元ジェリーフィッシュのドラマー、アンディ・スターマーが初参加。
- 「マシマロ」(アナログ盤)のB面となった。

## 収録曲
| 全作詞・作曲: 奥田民生、全編曲: 奥田民生、（#1のみアンディ・スターマー）。 |              |          |            |      |
| #                                                                          | タイトル     | 作詞     | 作曲・編曲 | 時間 |
| 1.                                                                         | 「コーヒー」 | 奥田民生 | 奥田民生   | 5:08 |
| 2.                                                                         | 「人の息子」 | 奥田民生 | 奥田民生   | 3:58 |
| 合計時間:                                                                  | 合計時間:    | 9:06     |            |      |

## 曲解説
1. コーヒー
NHK『ポップジャム』エンディングテーマ。
歌詞中に出てくる「一息いれろと言ってる」「テレビ」とは飯島直子が出演していたジョージアのCMのこと。
2. 人の息子
すかんちがシングル「レターマン」（同時発売）のカップリング、濱田マリはシングル「人の息子」（4月21日発売）としてカバー。すべて進研ゼミ中学講座CMソング。

## 収録アルバム
- 30 (#1,2)
- 記念ライダー2号〜オクダタミオシングルコレクション〜 (#1)

## 参加ミュージシャン
- 奥田民生 - ボーカル、ギター
- アンディ・スターマー - ドラムス (#1)
- 美久月千晴 - ベース (#1)
- 徳武弘文 - ギター (#1)
- 駒沢裕城 - ペダルスティール・ギター (#1)
- 富田素弘 - キーボード (#1)
- 古田たかし - ドラムス (#2)
- 長田進 - ギター (#2)
- 根岸孝旨 - ベース (#2)
- 斎藤有太 - キーボード (#2)